# Miljoenennota 2012
De miljoenennota 2012 is een algemene toelichting van de Nederlandse regering op de verwachte inkomsten en de uitgaven in de Nederlandse Rijksbegroting voor het jaar 2012, zoals deze bekend werden gemaakt op Prinsjesdag 2011.
In de Miljoenennota 2012 worden de belangrijkste plannen van het kabinet voor het jaar 2012 besproken. Hierbij wordt ingegaan op de kosten en de invloed van deze plannen op de burgers en de bedrijven. Ook wordt de algemene toestand van de Nederlandse economie besproken. Een belangrijk onderwerp zijn ook de overheidsfinanciën. Er wordt aangegeven hoe groot het tekort is en hoe dit zal worden gefinancierd.

## Geraamde uitgaven (in miljarden euro)
| Geraamde uitgaven                              | Bedrag |
| ---------------------------------------------- | ------ |
| Zorg                                           | 74,5   |
| Sociale Zekerheid en Arbeidsmarkt              | 69,9   |
| Onderwijs, Cultuur en Wetenschap               | 31,0   |
| Gemeente- en Provinciefonds                    | 21,1   |
| Buitenlandse Zaken/Internationale Samenwerking | 11,8   |
| Infrastructuur en Milieu                       | 10,7   |
| Rentelasten                                    | 10,4   |
| Defensie                                       | 7,2    |
| Binnenlandse Zaken en Koninkrijksrelaties      | 4,2    |
| Veiligheid en Justitie                         | 10,0   |
| Economische Zaken, Landbouw en Innovatie       | 4,8    |
| Financiën                                      | 1,8    |
| Totaal                                         | 257,4  |

Hiervan moeten nog de gasbaten van 12,1 miljard (die aan de uitgavenkant als niet-belastingontvangst zijn opgenomen) worden afgetrokken, zodat de totale rijksuitgaven in 2012 naar verwachting 245,3 miljard euro bedragen.

## Raming van de belasting- en premieontvangsten (in miljoenen euro)
De totale inkomsten worden voor 2012 geraamd op 231,9 miljard euro.
| Geraamde belasting- en premieontvangst                       | Bedrag  |
| ------------------------------------------------------------ | ------- |
| Indirecte belastingen (kasbasis)                             | 70.901  |
| Directe belastingen (kasbasis)                               | 0       |
| Directe belastingen en premies volksverzekeringen (kasbasis) | 107.931 |
| Totaal belastingen en premies volksverzekeringen (kasbasis)  | 178.832 |
| Aansluiting op EMU-basis                                     | 766     |
| Totaal belastingen en premies volksverzekeringen (EMU-basis) | 179.598 |
| Premies volksverzekeringen                                   |         |
| Premies werknemersverzekeringen                              | 52.313  |
| Totaal belasting- en premieontvangsten op EMU-basis          | 231.911 |

## Geraamd tekort (in miljarden euro)
Het begrotingstekort wordt geraamd op 17,8 miljard euro oftewel 2,9% van het bbp.
| Geraamd tekort                     | Bedrag |
| ---------------------------------- | ------ |
| Totaal uitgaven Rijksoverheid      | 245,3  |
| Totaal inkomsten Rijksoverheid     | 231,9  |
| Verschil (EMU-saldo Rijksoverheid) | 13,4   |
| EMU-saldo lokale overheid          | 4,4    |
| Tekort (op EMU-basis)              | 17,8   |

## Trivia
- De miljoenennota 2012 lekte één dag te vroeg uit doordat een medewerker van Facetbase, het ICT-bedrijf waaraan de publicatie was uitbesteed, het document per ongeluk op internet had geplaatst. Een internetbezoeker ontdekte de vergissing.[1] Premier Mark Rutte moest persoonlijk uitleg komen geven aan de Tweede Kamer.[2]